# Leonhard Jansen
Leonhard Jansen (* 26. Juli 1906 in Mönchengladbach; † 22. Januar 1997 in Brüggen) war ein deutschsprachiger Dichter und Schriftsteller.

## Lebenslauf
Leonhard Jansen wurde am 26. Juli 1906 in Mönchengladbach geboren. Seit 1929 lebte er in Brüggen. Schon als Tischlerlehrling verfasste er Gedichte. Im Jahr 1932 gründete Leonhard Jansen die Brüggener Spielschar, deren langjähriger Leiter er war. Wegen seines Widerstandes gegen den Nationalsozialismus  wurde er vorzeitig zum Militärdienst in einer Sondereinheit eingezogen.  Nach dem Zweiten Weltkrieg war er im Vorsitz des Verband der Kriegsbeschädigten, Kriegshinterbliebenen und Sozialrentner (VdK, seit 1994: Sozialverband VdK Deutschland) und im Rat der Gemeinde Brüggen. Er verfasste zahlreicher Romane, Erzählbände, Gedichte und Bühnenstücke, über 30 Hörfunk- sowie 2 Fernsehsendungen mit Lyrik. Am 22. Januar 1997 verstarb Leonhard Jansen in Brüggen.

## Auszeichnungen
Zu seinen Lebzeiten hat er folgende Auszeichnungen erhalten: 
- 1970 den Literaturpreis des VdK
- 1980 Verleihung des Rheinlandtalers
- 1981 Ehrennadel der Stadt Mönchengladbach
- 1981 Friedensplakette des Heimkehrerverbandes Deutschland
- 1986 Goldene Ehrennadel des Bundesverbandes des VdK
- 1989 Ehrenbürger der Gemeinde Brüggen.

## Werke

### Erzählungen
- Menschen unserer Gruppe (1948)
- Unser ist die Erde (1974) ISBN 3-87561-232-9
- Als es hell und dunkel ward (1978) ISBN 3-87561-789-4
- Die Geschichte des Peter Kohnert (1978) ISBN 3-87561-841-6
- Auch die Enkel wollen leben (1980) ISBN 3-924928-00-2
- Besuch am Weihnachtsmorgen (1982) ISBN 3-922765-02-5
- Der Narr u. sein Fürst (1984) ISBN 3-922765-10-6
- Und es kam niemand (1986) ISBN 3-922765-14-9
- Unerhört (1990) ISBN 3-926738-14-6

### Romane
- Die Straße einer Frau (1953)
- Die Bartels (1961)
- In die helle Nacht (1963)
- Ein Licht bleibt über uns (1963)
- Der letzte Morgen (1970)
- Von dieser Stunde an (1971)
- Nach Sonnenuntergang (1982) ISBN 3-7053-1738-5
- Die Jahre des Adam Dankert (1983) ISBN 3-922765-07-6
- Die krummen Wege des Bartholomäus Überspringer (1984)
- Wer war Kamper (1988) ISBN 3-922765-26-2
- Das Leben der Gertrud P. (1995) ISBN 3-924182-36-1

### Dramen
- Wer trägt die Schuld? (1948)
- St. Martin heute (1973)
- So konnte es sein (1974)

### Lyrik
- Und darüber ein Stern (1965)
- Der Regen brennt (1973)
- Wer kann es mir sagen (1975) ISBN 3-87561-401-1
- Schatten im Stundenschlag (1976) ISBN 3-87561-495-X
- Wann kam die Stunde (1981) ISBN 3-7053-1519-6
- Wind streicht ums Haus (1986) ISBN 3-922765-22-X
- Wer hält es auf (1986) ISBN 3-924928-04-5
- Schneide Fenster in die Gräue (1990) ISBN 3-922765-28-9
- Wann wird das sein. Gedichte aus dem Nachlass (1997) ISBN 3-920743-81-4